# 中村真也
中村 真也 (なかむら しんや、1973年4月17日 - ) は、日本のミュージシャン、ギタリスト。千葉県東金市出身。2001年より「寺内タケシ＆ブルージーンズ」にてセカンドギターを務めている。通称「寺内タケシになりたかった男」。幼い頃からエレキの神様「寺内タケシ」に憧れ、影響を受けた。

## 幼少時代
熱狂的な「寺内タケシ＆ブルージーンズ」ファンの父親の影響で幼少よりブルージーンズナンバーを子守唄に育つ。
5歳の頃よりエレキギターに目覚め、行川アイランドでの「寺内タケシ＆ブルージーンズ 星空のコンサート」には父とともに毎年欠かさず3日間通い続けた。
10歳の頃にはブルージーンズナンバーの全てをコピーし終えるほど、エレキギターにのめり込んだ。

## 学生時代
中学時代には軽音楽部同好会初代会長を務め、高校時代にはギターアンサンブルクラブ初代会長を務めた。
初ステージは中学生の頃、東金市のダンスホールでのパーティーでの演奏である。
高校卒業後、音響専門学校に進学し、在学中に千葉県勝浦市「ホテル三日月」の専属バンドでリードギターをとる傍ら、プロミュージシャンと積極的にライブを行い、「房総の寺内タケシ」と呼ばれるまでに成長。

## ブルージーンズ加入
2001年、念願であった「寺内タケシ＆ブルージーンズ」に加入。
以後、現在に至るまでセカンドギターとしてエレキの神様「寺内タケシ」を支え続けている。最近では、殆どの曲でリードギターを担当している。
ブルージーンズのギタリストとして最長在籍期間を誇る。
2018年に寺内タケシが健康上の理由により療養。バンド存続の危機に陥ったが、半年後カムバックを果たし、2019年よりバンドシンガーの章が復活したこともあって、「新生ブルージーンズ」として活動を継続している。

## ソロ活動
ブルージーンズのみならず、ソロとしてもモズライトカフェ(神戸)を中心に活動をしており、浅野孝巳(ゴダイゴ)やB.C.V.など多数のアーティストとの共演を果たしている。